# メクラヘビ
メクラヘビ（盲蛇）はメクラヘビ下目 Scolecophidia に分類されるヘビの総称。

## 特徴
メクラヘビは、地中生活に適応しており、一見ミミズのような外観を持ち、土壌中に潜り込んで生活している。他のヘビが餌を飲み込むために上下顎が大きく開くのが特徴であるのに対し、メクラヘビの仲間は餌が小さいこともあり、口は小さい。眼は、実際にははっきりとした形で存在するが、ごく小さく鱗の間で目立たなくなっており、外見上は眼がないように見える。また、それ以外の鼻や口なども目立たない形になっており、ミミズのような外観を助長している。成長しても20 cm前後と小型で細長く、体幹（胴体）の太さも頭部から尻尾までさほど変わらず、尾は非常に短い。これらの事は、地中生活への適応と考えられる。土壌中に営巣しているアリやシロアリの巣を襲い、アリの幼虫や蛹、シロアリの成虫、幼虫を捕食する。

## 分類
メクラヘビの仲間は3科に分けられている。
- メクラヘビ科　Typholopidae MERREM, 1820

主に赤道域を中心に、中南米・アフリカ・南欧・南アジア・東南アジア・オーストラリアと広く分布する。腰帯の痕跡を持つことが多く、恥骨-坐骨結合の痕跡を残すことすらある。
- アメリカメクラヘビ科　Anomalepididae TAYLOR, 1939

別名カワリメクラヘビ科。メクラヘビ科の亜科として扱われることもある。分布は中米と南米のみ。腰帯の痕跡は全く見られない。
- ホソメクラヘビ科　Leptotyphlopidae STEJNEGER, 1891

外観はメクラヘビ科によく似ているが、他の一般的なヘビ類に近い内部構造を持つ。分布は中米・南米・アフリカ・西アジアというゴンドワナ型分布を示す。腰帯の痕跡を持つ。

## 日本のメクラヘビ
日本では単為生殖をするブラーミニメクラヘビ （ミミズヘビ）Indotyphlops braminus (Daudin, 1803) が外来種として進入・定着している。